# Commotria albinervella
Commotria albinervella är en fjärilsart som beskrevs av George Francis Hampson 1918. Commotria albinervella ingår i släktet Commotria och familjen mott. Inga underarter finns listade i Catalogue of Life.